# Сен-Жермен-де-Ливе
Сен-Жерме́н-де-Ливе́ (фр. Saint-Germain-de-Livet) — коммуна во Франции, находится в регионе Нижняя Нормандия. Департамент коммуны — Кальвадос. Входит в состав кантона Лизьё 3-й кантон. Округ коммуны — Лизьё.
Код INSEE коммуны — 14582.

## Население
Население коммуны на 2010 год составляло 785 человек.
| 1962 | 1968 | 1975 | 1982 | 1990 | 1999 | 2010 |
| ---- | ---- | ---- | ---- | ---- | ---- | ---- |
| 559  | 498  | 589  | 631  | 598  | 581  | 785  |

## Экономика
В 2010 году среди 500 человек трудоспособного возраста (15—64 лет) 380 были экономически активными, 120 — неактивными (показатель активности — 76,0 %, в 1999 году было 70,3 %). Из 380 активных жителей работали 345 человек (183 мужчины и 162 женщины), безработных было 35 (14 мужчин и 21 женщина). Среди 120 неактивных 35 человек были учениками или студентами, 51 — пенсионерами, 34 были неактивными по другим причинам.